# Mišljenovac (Kučevo)
Mišljenovac (Kučevo) (em cirílico:Мишљеновац) é uma vila da Sérvia localizada no município de Kučevo, pertencente ao distrito de Braničevo, na região de Zvižd. A sua população era de 465 habitantes segundo o censo de 2002.

## Demografia
| 1948 | 1953 | 1961 | 1971 | 1981 | 1991 | 2002 |
| ---- | ---- | ---- | ---- | ---- | ---- | ---- |
| 989  | 977  | 963  | 885  | 805  | 711  | 465  |